# 电话法律
“电话法律”（俄语：Телефонное право）指的是俄罗斯司法实践中的一种腐败行为，与“法治”相违背，即据称掌权者通过电话传达的形式而非运用法律来确定案件的结果。“电话法律”的描述参见于俄罗斯媒体。知名案例包括尤科斯案，俄罗斯法院通过对霍多尔科夫斯基的审判，最终将其财产转移到了与克里姆林宫相关人士手中。“电话法律”这一传统最早盛行于苏联时期，以行政指令的形式传达。